# Z
Z は、ラテン文字（ラテンアルファベット）の26番目で最後の文字。小文字は z。
ギリシア文字のΖ（ゼータ）に由来し、キリル文字のЗと同系の文字である。当初ラテン語には不要なためラテンアルファベットに採用されず、Cから派生して新たに作られたGがΖの位置に代わりに置かれたが、後代ギリシア語のΖ（ゼータ）を音写する必要が生じてアルファベットの最後に加えられた。
英語では z が現れる単語は最も少ない。米国式綴りでは z が使われる箇所で、英国式綴りでは s が使われる単語もある。

## 字形

筆記体

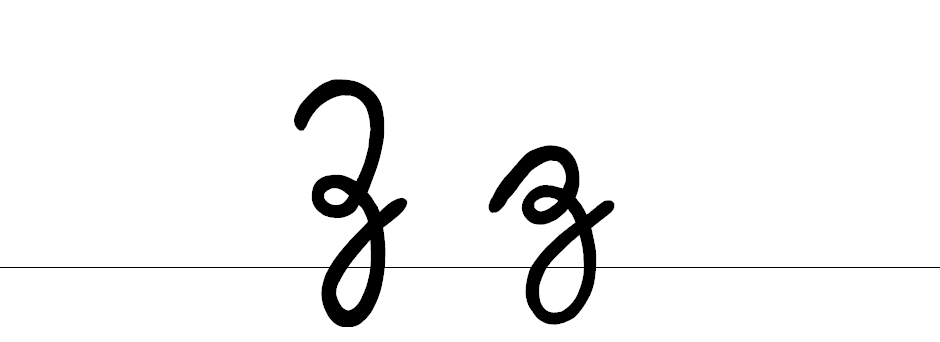
ジュッターリーン体

Zの字形として使われたƷ（の紋章）

2本の横線と、それをつなぐ左下がりの斜線である。しばしば下の横線が右下がりに書かれ、ベースラインを越える。さらに左に曲げられてƷとなった文字をエッジュ (ezh) と言う。この右上の部分をさらに丸め、さらに終筆から自然に右上に伸ばして交差した形が筆記体で多く用いられる。
フラクトゥールは{\displaystyle {\mathfrak {Z\ z}}}。
数字の2と区別するために斜線に短い線を交わらせることもあり、ヨーロッパではしばしばこれで書かれる。

## 呼称
- ラテン語: zeta（ゼータ）
- 英語: zed（ゼッド）/zɛd/
  - アメリカ英語: zee（ズィー）/ziː/
- ドイツ語: zett（ツェット）/tsɛt/
- オランダ語・ポーランド語・チェコ語・スロバキア語：ゼット /zɛt/
- ルーマニア語: ze, zet（ゼ／ゼット）
- フランス語: zède（ゼッド）/zɛd/
- スペイン語: zeta（セタ）/θeta/
- イタリア語: zeta（ヅェータ／ツェータ）/dzɛːta/, /tsɛːta/
- ポルトガル語・ハンガリー語：ゼー /zeː/
- インドネシア語：ゼッ
- エスペラント：ゾー

日本では「ズィー」、「ゼット」と呼ぶことが多い。

## 音素
この文字が表す音素・音声は、
- IPAでは有声歯茎摩擦音を表す。また、[dz] で有声歯茎破擦音を表す。
- フランス語、エスペラントでは、音素は /z/・音声は [z] である。
- 英語では、基本的に [z] だが、azure(群青色) など極一部の単語では [zj] が融合同化し [ʒ] となる。
- ラテン語では、古典期には [dz] を表した。俗ラテン語ではさまざまな音に変化し、現在のロマンス語の音につながる。
- 日本語のローマ字表記では、/z/（ざ行子音）に用いられる（ただしヘボン式では /i/ /j/ の前以外）。音は、[z]（母音の後で /a/ /e/ /o/ /u/ の前）・[dz]（母音の後以外で /a/ /e/ /o/ /u/ の前）・[ʑ]（母音の後で /i/ /j/ の前）・[dʑ]（母音の後以外で /i/ /j/ の前）という異音に変化する。
- 朝鮮語のローマ字表記では、/z/は/j/と区別がつかない。音は[dʑ]。
- インドネシア語では、[z] のほかに [ʒ] = [Z] を表すことがある。
- フランス語では、zが動詞二人称複数の語尾部分"-ez"を中心に多く使用されている。（例："vous aimez"） 同部分を含めた語尾のzはほとんどの場合、黙字となる。ただし、そのあとに母音が続く場合はリエゾンして[z] を発音する。
- スペイン語では、原則として [θ] = [T] を表す (ceceo)。中南米では [s] である (seseo)。
- イタリア語では、語によって [dz] または [ts] である。
- ドイツ語、中国語の拼音では、[ts] である。
- フィンランド語では、[tts] である。

## Z の意味

### 大文字
- アルファベットの最後であるので、これより上位のものは存在しない・最終・最高・究極、などの意味（具体例：日産・フェアレディZ、スバル・BRZ）。また、Z級、Zクラスのようにこれよりひどいものはない最低最悪のという意味。
- 「A to Z」や「A-to-Z」のような形で「最初から最後まで」「全部」「全部の」という意味を持つ[1]。
  - Amazon.comの企業ロゴにはaからzに伸びる矢印が描かれているが、これはすべての商品が揃っていることを表す意図でデザインされている[2]。
- 第3の座標軸Z軸。Z軸方向の位置はzで表す。上下方向、視線方向などに使う。コンピュータグラフィックスではZバッファやZオーダーのような技術の命名にも使用されている。
- 鉄道のサインシステムにおいて、 東京メトロ半蔵門線 (hanZōmon)、近鉄西信貴鋼索線、JR福塩線の路線記号として用いられる。
- Zゲージ。縮尺1/220、軌間6.5mmの鉄道模型。
- CEROレーティングで『18歳以上のみ』の対象（2006年3月以降）。
- 数学（特に代数学）において、整数の集合を太字の Z あるいは黒板太字の {\displaystyle \mathbb {Z} } で表す。
- 群や環などの中心
- （コ）サイクルのなす部分加群[要説明]
- 35を意味する数字。三十六進法以上において、十進法の35を1桁で表すために用いられる（参照: 位取り記数法#Nが十を超過）。ただし、アルファベットの I と数字の 1、およびアルファベットの O と数字の 0 が混同されやすいために、アルファベットの I と O を用いないことがあり、この場合、J が18、K が19、…、N が22、P が23、…、Z が33を意味する。
- 協定世界時。たとえば日本時間 (+9) で15:00は 1500+9 と表すが、世界協定時で15:00は 1500Z と表す。time zone の zone の略とも、経度0度の zero の略とも言われる。
- 将棋の終盤の局面や詰将棋で「どれだけ駒があっても絶対 (zettai) に詰まない形」になっていること。普通は「ゼ」という。必至#Z（ゼット）参照。
- Zパラメータ、Z行列。二端子対回路（電気回路）における表現手法。
- 分子構造ではシス-トランス異性体のシス体 (zusammen)。
- アミノ基の保護基であるベンジルオキシカルボニル基の略号。3文字では Cbz とも。
- 国際信号旗のZ旗  。単にアルファベット各文字を表す旗の1つであるが、とりわけ日本では特別な意味が込められている場合がある。
- 原子番号。より一般には、陽子数。
- Z粒子。ウィークボソンの中で唯一電荷が0 (zero) であることから。
- Z項。
- Z縒りはロープのより方の一種。逆方向の種類のものはS縒りと称する。
- COBOL式の型・書式表現では、スペース詰めの数字1桁（ゼロサプレス）。たとえば「ZZ9」はスペース詰めの数字3桁で、10なら「␣10」と整形される（「ZZZ」では0が「␣␣␣」になるので、通常は1の位を「ゼロ詰めの数字1桁」を表す「9」にする）。
- ペントミノの駒の1つ 。
- 複素インピーダンス。

歴史
- ザイール（現 コンゴ民主共和国）の通貨ザイール (Zaïre)。

地理
- ヨーロッパのナンバープレートで、スペインの都市、サラゴサ（Zaragoza：スペインでのナンバー地域表記は2000年9月まで）。
- 自動車の国際識別記号で、ザンビア。
- 航空機の機体記号で、ジンバブエ。

団体
- 日本革命的共産主義者同盟革命的マルクス主義派（革マル）を指す隠語。ヘルメットにZと書いてあることから。
- 全日食チェーン - スーパーマーケットのチェーンの看板にZと書いてあることから。
- Z（ゼット）。ギターと作詞作曲を担当するAZ（アズ）、ボーカルを担当するYUJIRO、K-SUKEの3人から成るロックバンド。

人物
- ゼッド (音楽家)。ロシア生まれ、ドイツ育ちのDJ、音楽プロデューサー。

作品
- Z (映画)。1969年のフランス・アルジェリア合作の映画。
- Z (ZONEのアルバム)。2002年に発売されたZONEのアルバム。
- Z (Zweiのアルバム)。2005年に発売されたZweiのアルバム。ギリシア文字のΖではないが「ゼータ」と読む。
- Z (ユニコーンのアルバム)。2011年に発売されたユニコーンのアルバム。
- Z 〜ゼット〜。相原コージの漫画作品。

製品
- ザイログ製のICの型番。Z80、Z8000など。
- ソアラ/レクサス・SCを意味する車両識別記号（例：GZ20、UZZ40）。
- エンジン形式においては、スーパーチャージャー仕様であることを意味する（例：4A-GZE）。→トヨタのエンジン型式命名規則
- ZTE（中興通訊）製SoftBank携帯電話端末（一部Y!mobile向けも含む）を示す符号。

政治
- Z (軍隊符号) - 特にロシアにおいて「白色で描かれた“Z”」または「白色で描かれた“□で囲まれたZ”」は「特別軍事作戦部隊の敵味方識別記号」として、転じて軍事作戦支持を示すアイコンとして使用されている。

### 小文字
- 数学では第3の未知数に使われる。x（エックス）を最初の未知数、y（ワイ）を第2の未知数として使ったことに由来する。
  - 3次元コンピュータグラフィックスでは、同次座標系における4次元ベクトルの各成分を表すx, y, zに続く第4の未知数としてw（ダブリュー）が使われることが多い。
  - 複素数変数によく使われる。実数変数での x にあたる。
- 物理学では赤方偏移 z = Δλ/λ に使われる。
- Unix系OSのシェルzsh（z shell の意味）。
- イオンの電荷を単位に素電荷 e を使って表した値。
- デジタル回路などで用いられるZ変換においては、z－n で n サンプルの遅延を表す。

### 大文字・小文字
- SI接頭語
  - ゼタ (zeta)。Z = 1021。
  - ゼプト (zepto)。z = 10−21。
- いびきの音喩。漫画の吹き出しの外にzzzなどと数文字続けて使うことが多い。
- Z変換（z-変換）。

## 符号位置
| 大文字 | Unicode | JIS X 0213 | 文字参照            | 小文字 | Unicode | JIS X 0213 | 文字参照          | 備考           |
| ------ | ------- | ---------- | ------------------- | ------ | ------- | ---------- | ----------------- | -------------- |
| Z      | U+005A  | 1-3-58     | &#x5A; &#90;        | z      | U+007A  | 1-3-90     | &#x7A; &#122;     |                |
| Ƶ      | U+01B5  | ‐          | &#x1B5; &#437;      | ƶ      | U+01B6  | ‐          | &#x1B6; &#438;    | ストロークつき |
| Ʒ      | U+01B7  | ‐          | &#x1B7; &#439;      | ʒ      | U+0292  | 1-10-73    | &#x292; &#658;    | エッジュ       |
| Ｚ     | U+FF3A  | 1-3-58     | &#xFF3A; &#65338;   | ｚ     | U+FF5A  | 1-3-90     | &#xFF5A; &#65370; | 全角           |
| Ⓩ      | U+24CF  | ‐          | &#x24CF; &#9423;    | ⓩ      | U+24E9  | 1-12-58    | &#x24E9; &#9449;  | 丸囲み         |
| 🄩      | U+1F129 | ‐          | &#x1F129; &#127273; | ⒵      | U+24B5  | ‐          | &#x24B5; &#9397;  | 括弧付き       |

## 他の表現法
| フォネティックコード | モールス符号 |
| Zulu                 | －－・・     |

|        |          | ⠵    |
| 信号旗 | 手旗信号 | 点字 |